# Базз Лайтер (мультфильм)
«Базз Ла́йтер» (англ. Lightyear) — американский компьютерно-анимационный научно-фантастический фильм, созданный киностудиями Pixar и Walt Disney Pictures. Фильм является спин-оффом франшизы «История игрушек», который служит историей происхождения вымышленного летчика-испытателя и космонавта, на котором была основана фигурка Базза Лайтера, показанная в предыдущих фильмах, фильм представляется как «фильм в фильме», который будут смотреть персонажи «Истории игрушек»; эта концепция была ранее показана в фильме 2000 года выпущенного сразу-на-видео «Базз Лайтер из звёздной команды: Приключения начинаются», который стал пилотом для мультсериала «Базз Лайтер из звёздной команды» который выходил с 2000—2001 год. Сценаристом и режиссёром фильма является Энгус Маклейн, а роли в фильме озвучивают Крис Эванс, Кеке Палмер, Дэйл Соулс, Тайка Вайтити, Питер Сон, Узо Адуба, Джеймс Бролин, Мэри Мадональд-Льюис, Эфрен Рамирес и Исайя Уитлок-младший — во второстепенных ролях.
Фильм рассказывает историю молодого космонавта Базза Лайтера, который, оказавшись на враждебной планете со своим командиром и командой, пытается найти путь домой через пространство и время, одновременно сталкиваясь с угрозой безопасности Вселенной. После завершения работы над фильмом «В поисках Дори» (2016) Маклейн, фанат научной фантастики, предложил студии Pixar снять фильм про персонажа Базза Лайтера в отдельной вселенной. Чтобы вспомнить научно-фантастические фильмы, на которых режиссёр вырос, аниматоры хотели придать образ фильму «кинематографичности» и «коренастости». Композитором фильма выступил Майкл Джаккино.
Впервые «Базз Лайтер» был показан на Международном фестивале анимационных фильмов в Анси 14 июня 2022 года, а его премьера в кинотеатрах в США состоялась 17 июня 2022 года в форматах RealD 3D, 4DX, Dolby Cinema и IMAX. Фильм получил в основном положительные отзывы критиков.

## Сюжет
Базз Лайтер, космический рейнджер из Звёздного Командования, его командир и лучшая подруга Алиша Хоторн и стажер Фезерингхэмстен исследуют расположенную в 4,2 млн световых лет от Земли планету Т’Кани Прайм, на которой их корабль нашел признаки жизни. Они вынуждены отступить с боем, обнаружив, что жизнь на планете враждебная. Базз повреждает судно при взлете, в результате чего оно терпит крушение, вынуждая экипаж основать на планете долговременную базу и приступить к длительному ремонту.
Год спустя команда построила колонию вместе с необходимой инфраструктурой для восстановления корабля. Базз вызвался протестировать гиперпространственное топливо, ключевой компонент для полета со скоростью света. Однако после четырёхминутного теста, закончившегося неудачей, и едва не стоившего ему жизни, он обнаруживает, что на планете прошло четыре года из-за эффекта замедления времени при путешествии на релятивистской скорости. Базз знакомится с Соксом, роботом в виде кота, подаренным ему Алишей, и продолжает тестировать гиперпространственное топливо, каждый раз снова терпя поражение. С каждым испытанием на Т’Кани Прайм проходит ещё четыре года, пока в конечном итоге не пройдет более 62 лет. За это время колония развивается. Алиша вместе с женой Кико воспитывает сына, и, наконец, во время последнего полета Базза умирает от старости. В конце концов Сокс находит комбинацию вещества для создания гиперпространственного топлива, позволяющего кораблю двигаться быстрее скорости света.
Вопреки приказу нового командира Бернсайда, отменившего программу возвращения домой и смирившегося с жизнью на планете, Базз использует новый состав для успешного гиперпространственного испытания. Приземлившись, герой обнаруживает, что прошло 22 года, а на Т’Кани Прайм вот уже неделю, как вторглись роботы-Циклопы во главе с таинственным Зургом. Базз встречается с членами сил обороны колонии, в том числе с Иззи Хоторн, уже взрослой внучкой Алиши, наивным новобранцем Мо Моррисоном, и Дарби Стил, условно-досрочно освобожденной уголовницей пенсионного возраста. Поначалу Базз не хочет с ними работать, видя их крайний непрофессионализм, но в конце концов проникается к ним симпатией. Вместе они планируют атаковать корабль Зурга и уничтожить силы вторжения. Их преследуют роботы Зурга, но герои отбивают атаку, уходя от погони. Однако из-за ошибки Иззи последний робот захватывает топливо и исчезает с ним, применив телепортацию. А чуть позднее сам Зург похищает Базза, и уносит его к себе на корабль.
Там Зург показывает, что он — 80-летний Базз из альтернативной временной линии, в которой он сбежал от Бернсайда после успешного гиперпространственного теста. С помощью эффектов замедления времени он отправился в далекое будущее, и наткнулся там на технологически продвинутое заброшенное судно. Он принял личность Зурга, надев найденный на корабле механический костюм в виде огромного робота, и отправился в настоящее, чтобы получить больше гиперпространственного топлива от Базза, поскольку свое топливо истощил за 50 лет экспериментов с перемещением назад во времени. Пожилой Базз собирается отправиться дальше назад во времени, и не дать исследовательскому кораблю приземлиться на Т’Кани Прайм. Однако Базз отказывается из-за того, что это сотрет жизни всех, кто высадился на планете и завел там счастливые семьи. Тем временем Иззи, Мо, Дарби и Сокс при помощи телепортирующего устройства одного из роботов, прикрепленного к их кораблю, переносятся на корабль Зурга, чтобы помочь Баззу. После хаотичного штурма корабля Базз и его друзья уничтожают корабль и убегают.
Однако Зург, переживший разрушение своего корабля, догоняет снижающегося к планете Базза, и атакует его, хватая гиперпространственное топливо. Базз стреляет в топливо, в результате чего оно взрывается и предположительно уничтожает Зурга. После приземления Базз принимает решение прекратить попытки покинуть Т’Кани Прайм. Глава колонии Бернсайд сначала решает арестовать Базза за похищение корабля и неподчинение, но внезапно прощает его, и даже поручает возродить Корпус Космических Рейнджеров, и встать во главе этого нового подразделения, задачей которого будет бороться с угрозами новой человеческой колонии. Базз отказывается, говоря, что у него уже есть своя команда — Иззи, Мо, Дарби и Сокс, и именно во главе этого подразделения он и желает бороться со злом. Затем герои отправляются на свое первое задание, взлетая на космическом корабле по направлению к только что найденной предполагаемой угрозе. В сцене после титров выясняется, что Зург пережил взрыв.

## Озвучивание ролей
- Крис Эванс — Базз Лайтер[13][14];
- Кеке Палмер — Иззи Хоуторн[15];
  - Кира Хэйрстон — молодая Иззи Хоуторн[16];
- Питер Сон — Сокс[15];
- Джеймс Бролин — Базз Лайтер / Император Зург[15];
- Тайка Вайтити — Мо Моррисон[17];
- Дэйл Соулс — Дарби Стил[15];
- Узо Адуба — Алиша Хоуторн[15];
- Мэри Мадональд-Льюис — А.Й.В.А.Н.[15];
- Исайя Уитлок-младший — командир Бёрнсайд[15];
- Энгус Маклейн — ЭРИК, ДЕРИК, зиборги
- Билл Хейдер — Фезерингемстан;
- Эфрен Рамирес — Диаз[15];
- Тимоти Найджел Пик — Тим из «Центра управления полётами»[18].

## История создания

### Разработка

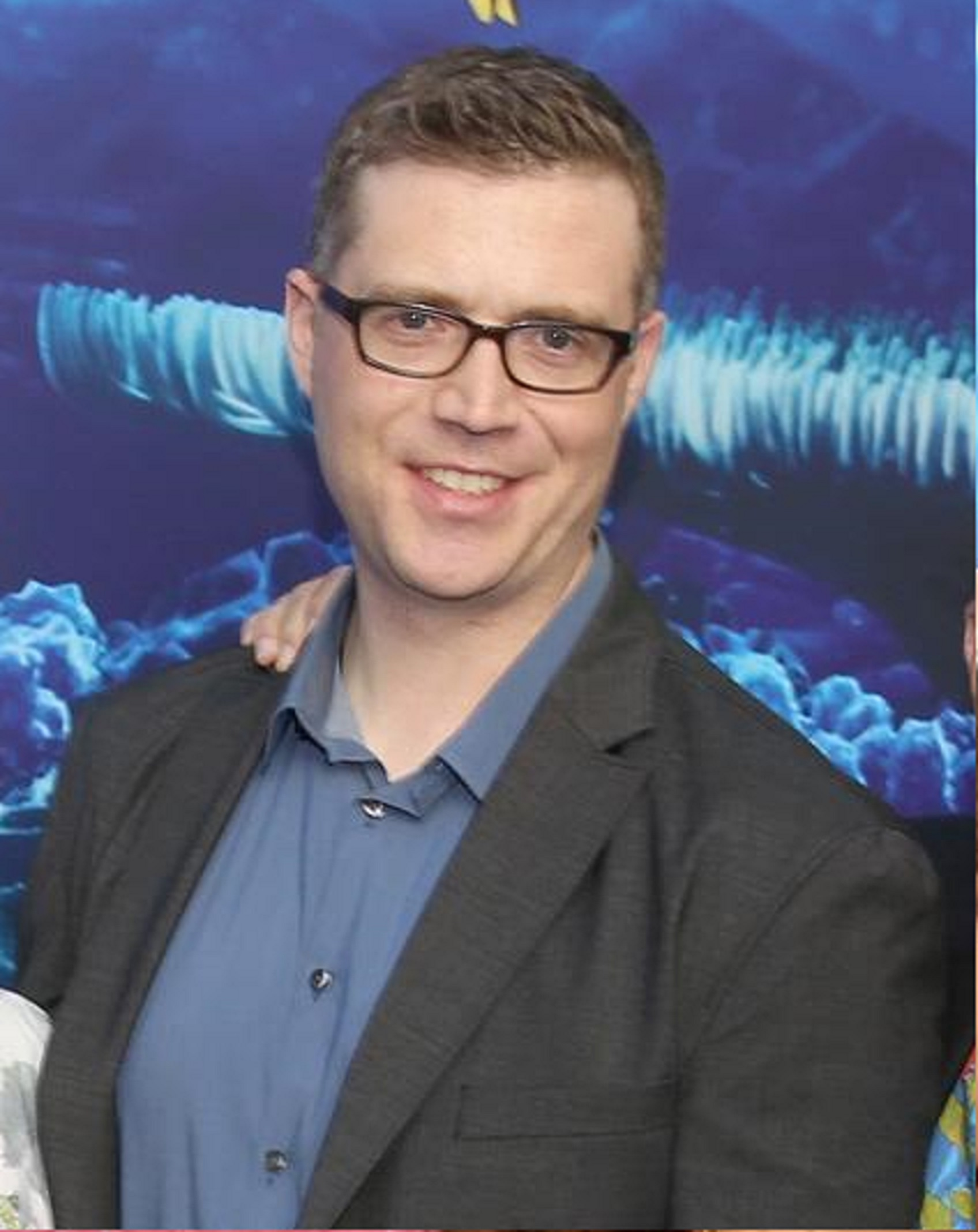
Режиссёр фильма Энгус Маклейн

Разработка фильма про «Базза Лайтера» началась после завершения работы над фильмом «В поисках Дори» (2016). После совместной работы с Эндрю Стэнтоном над фильмом «В поисках Дори» Энгус Маклейн выдвинул идею создания фильма о Баззе Лайтере, всегда задаваясь вопросом, какой фильм Энди видел в оригинальной «Истории игрушек» (1995), чтобы заинтересоваться фигуркой Базза Лайтера. Маклейн, фанат научной фантастики, почувствовал интерес к персонажу Лайтера с тех пор, как начал работать в «Pixar», чувствуя, что история фильма была для него очень личной, поскольку его любимым фильмом с детства были «Звёздные войны» 1977 года. Аспект, присутствующий в фильмах «История игрушек», которые исследует Лайтер, это несогласия Базза по поводу природы реальности, которые, в сочетании с его героическими идеалами, превратилась в смесь научно-фантастических клише, которые Маклейн намеревался сделать чем-то большим, чем просто коронные фразы героя.
В феврале 2019 года Тим Аллен, озвучивший Базза в фильмах, выразил заинтересованность в создании ещё одного фильма, поскольку он «не видел причин, почему они не стали бы этого делать». В мае на Шоу Эллен Дедженерес Том Хэнкс, голос шерифа Вуди, рассказал, что «История игрушек 4» (2019) будет последней и заключительной частью франшизы, однако продюсер Марк Нильсен сообщил о возможности пятого фильма, поскольку Pixar не исключает этого. В декабре 2020 года на встрече Disney Investor Day «Базз Лайтер» был объявлен спин-оффом, показывающим происхождение персонажа Базза Лайтера, с персонажем в исполнении Криса Эванса.
Когда Маклейна спросили о том, какое отношение имеет фильм «Базз Лайтер» к мультсериалу «Базз Лайтер из звёздной команды», события которого также происходят во вселенной с участием Базза, Маклейн, который срежиссировал вступительную сцену для «Звёздной команды», сказал, что не думал об этом во время работы над фильмом, но всегда представлял себе, что сериал разворачивается во вселенной после трилогии фильмов «Базз Лайтер». Позже он объяснил, что фильм является художественным фильмом внутри вселенной «Истории игрушек», тогда как «Звёздная команда» представляет собой рисованный мультсериал, основанный на фильме, в дополнение к которому были выпущены игрушечные версии Базза и Зурга.

### Актёрский состав

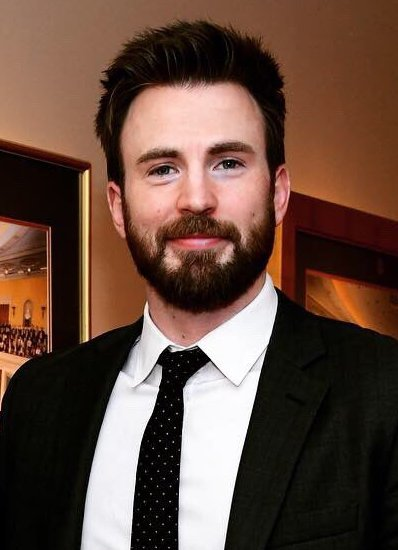
Крис Эванс — голос персонажа Базза Лайтера

Крис Эванс был объявлен на роль актёра озвучания Базза Лайтера после анонса проекта в декабре 2020 года. Эванс был первым, кого Маклейн и команда выбрали для озвучки Базза. Однажды он посетил офис Pixar, и они представили ему проект. Эванс немедленно принял предложение, поскольку всегда любил анимацию. Также в ноябре 2021 года сообщалось, что Тайка Вайтити получил на тот момент не раскрытую роль в сюжете. В феврале 2022 года стало известно, что Кеке Палмер, Дейл Соулс, Узо Адуба, Джеймс Бролин, Мэри Льюис, Эфрен Рамирес и Исайя Уитлок были выбраны на второстепенные роли в феврале 2022 года, после выхода официального трейлера. 6 мая 2022 года выяснилось, что у Европейского астронавта космического агентства Тимоти Найджела Пика присутствует эпизодическая роль персонажа Тима из «Центра управления полётами» в фильме. 25 мая стало известно, что гонщики Формулы-1 Карлос Сайнс (младший) и Шарль Леклер озвучат в фильме эпизодические роли; оба они играют одного и того же неизвестного персонажа в испанском и итальянском версии дубляжа фильма.

### Анимация
Аниматоры хотели, чтобы фильм выглядел «кинематографичным» и «крепким», чтобы вызвать ощущение научно-фантастических фильмов, на которых вырос Маклейн. Для достижения этой цели они попросили бывшего сотрудника студии Industrial Light & Magic построить для них модель космического корабля, в котором аниматоры черпали вдохновение; эта методика была вдохновлена дизайнерами ранних научно-фантастических фильмов, которые использовали модели в качестве вдохновения для своих декораций и реквизита. Маклейн рассказал, что анимация взяла несколько визуальных уроков из ранних научно-фантастических фильмов и космических опера, таких как «Звёздные войны» 1977 года, хотя и не имитируя их намеренно. Для выпуска в IMAX это будет первый полнометражный анимационный фильм в истории, соотношение сторон кадра которого в отдельных эпизодах изменяется с 2.39:1 на 1.43:1.

## Музыка
25 января 2022 года было объявлено, что композитор Майкл Джаккино напишет музыку к фильму; ранее он был композитором музыки для короткометражек «История игрушек и ужасов!» (2013) и «История игрушек, забытая временем» (2014), и это будет второй фильм (и четвёртый в целом по производству), в котором он напишет музыку для фильма франшизы от «Pixar», музыку для которой ранее традиционно писал Рэнди Ньюман.
Записывание саундтрека проходило 15 дней, для этого потребовался хор из 39 человек и оркестр из 89 человек. Трек под названием «Mission Perpetual» (с англ. — «Миссия вечная») был выпущен как сингл 3 июня 2022 года. Джаккино рассказал, что этот трек был его любимым для работы над фильмом, назвав его сложной задачей из-за того, что музыка должна была передать разочарование, печаль и решимость Базза на протяжении всей последовательности. Полноценный саундтрек вышел 17 июня 2022 года.

## Рекламная кампания
Впервые фильм был анонсирован на День инвесторов Disney 10 декабря 2020 года. Рекламная кампания «Базза Лайтера» началась 27 октября 2021 года с момента выпуска тизер-трейлера, который набрал 83 миллиона просмотров за первые 24 часа. По сравнению с другими фильмами Pixar, тизер занимает второе место по количеству просмотров после тизера «Суперсемейки 2» (набравшего 114 миллионов). Второй трейлер был выпущен 8 февраля 2022 года. Третий трейлер был выпущен 21 апреля 2022 года. Финальный трейлер был выпущен 5 мая 2022 года.
Компания LEGO представила три новых набора, основанных на сценах из фильма «Базз Лайтер». Три набора стали доступны 24 апреля 2022 года.
29 мая 2022 года Ferrari объявила, что фильм «Базз Лайтер» станет спонсором их гоночных автомобилей, начиная с Гран-при Монако 2022 года. Также гонщики Ferrari Шарль Леклер и Карлос Сайнс были приглашены на роли в фильме: Леклер озвучил одного из персонажей фильма в итальянской версии, а Сайнс — в испанской. Персонаж, озвученный гонщиками, держится в секрете. 10 июня на платформе Disney+ стал доступен получасовой документальный короткометражный фильм под названием «Beyond Infinity: Buzz and the Journey to Lightyear» (с англ. — «За пределами бесконечности: Путешествие Базза Лайтера»), который был выпущен к премьере выхода фильма, рассказывающий о концепции и производстве фильма «Базз Лайтер».

## Показ

### Кинотеатральный показ
Мировая премьера фильма «Базза Лайтера» состоялась 17 июня 2022 года, дистрибьютором выступает компания «Walt Disney Studios Motion Pictures» в форматах RealD 3D, Dolby Cinema и IMAX. Это первый фильм «Pixar», выпущенный в широкий кинопрокат, со времен фильма «Вперед» (2020) после того, как мультфильмы «Душа» (2020), «Лука» (2021) и «Я краснею» (2022) были выпущены на потоковом сервисе на Disney+ из-за пандемии коронавируса.
Мультфильм запрещён к показу в общей сложности 14 странах, в том числе в Египте, Ливане, Кувейте, Малайзии, Саудовской Аравии, Объединенных Арабских Эмиратах, Казахстане и в некоторых других, из-за сцены с участием представителей ЛГБТ, поцелуя между Алишей Хоторн и её женой Кико. Китай также потребовал, чтобы данная сцена была вырезана из фильма. Первоначально эта сцена была вырезана из фильма в середине марта 2022 года, но из-за противоречивой позиции генерального директора Disney Роберта Чапека за законопроект Флориды о родительских правах в сфере образования и внутреннего возмущения, которое он вызвал в Disney, сцена была восстановлена. В разговоре с Анжеликой Джексон с сайта Variety Крис Эванс рассказал об этой сцене: «Мне несколько раз задавали этот вопрос — это мило и замечательно, это делает меня счастливым. Быть немного разочарованным тем, что это даже должно быть темой для обсуждения. Цель состоит в том, чтобы мы могли добраться до точки, где это является нормой, и что это не обязательно должны быть какие-то неизведанные воды, которые в конечном итоге так оно и есть. Такое представление по всем направлениям — это то, как мы снимаем фильмы».

### Домашний показ
Премьера мультфильма на Disney+ состоялась 3 августа 2022 года. Помимо театральной версии мультфильма там также можно посмотреть и расширенную версию IMAX.

## Кассовые сборы
По прогнозам было заявлено, в США «Базз Лайтер» соберёт от $90–120 млн в первые выходные. Однако всё пошло не так и по состоянию на июль 2022 года «Базз Лайтер» собрал $117,1 млн в США и Канаде и $97,8 млн на других территориях, на общую сумму $214,9 млн по всему миру.
В Соединенных Штатах и Канаде изначально планировалось, что «Базз Лайттер» принесёт $70–85 млн в 4255 кинотеатрах в первые выходные, а по некоторым оценкам, достигнет $105 млн. Однако после того, как в первый день он заработал всего $20,7 млн (включая $5,2 млн на предварительных просмотрах в четверг вечером), схема была снижена до $51–55 млн. Он дебютировал с $50,6 млн, заняв второе место после фильма «Мир юрского периода: Господство». Кроме того, фильм заработал $34,6 млн на 43 международных рынках, в результате чего его мировой трёхдневный дебют составил $85,2 млн. Во второй уик-энд «Базз Лайтер» упал на 64,1 % до $18,2 млн, что стало вторым худшим падением для фильма Pixar после фильма «Вперёд» (73 %), который открылся в начале пандемии. За третий уик-энд фильм собрал $6,6 млн, заняв шестое место.
И «Deadline Hollywood», и «Variety» объяснили неудовлетворительные результаты конкуренцией со стороны фильмов «Мир Юрского периода: Господство» и «Топ Ган: Мэверик», хотя в конечном итоге отметили это как разочарование, учитывая силу как бренда Pixar, так и франшизы «История игрушек». В интервью «Los Angeles Times» сценарист Райан Фондер считал, что фильм находится в невыгодном положении, поскольку в качестве побочного фильма в нём не было хорошо известных персонажей «Истории игрушек», таких как Вуди. Он также отметил, что спин-оффы, как правило, не так прибыльны, как основные фильмы франшизы, и сравнил фильм с такими неудачными спин-оффами, как «Хан Соло. Звёздные войны: Истории» и «Форсаж: Хоббс и Шоу». Памела МакКлинток из «The Hollywood Reporter» написала, что в дополнение к конкуренции со стороны «Мира Юрского периода: Господства» и «Топ Гана: Маверика» тусклое открытие было связано с путаницей брендов в маркетинге фильма. МакКлинток и Марта Росс из The Mercury News и Sonny Bunch от The Washington Post также поставили под сомнение реакцию консерваторов в социальных СМИ из-за решения взять другого актёра вместо Тима Аллена на эту роль. Другие аналитики кассовых сборов полагали, что семейная аудитория, возможно, не появлялась в кинотеатрах после того, как привыкла к доступности фильмов Pixar дома после их трёх предыдущих фильмов: «Душа», «Лука» и «Я краснею», которые были выпущены непосредственно на онлайн-платформе Disney+ во время пандемии. Некоторые аналитики кассовых сборов предположили, что семейные зрители в целом неохотно посещали кинотеатры из-за опасений по поводу COVID-19, хотя это, по-видимому, было опровергнуто после того, как «Миньоны: Грювитация» собрали в США $107 млн за две недели.

## Приём критики
На сайте-агрегаторе Rotten Tomatoes у фильма 75 % из 296 отзывов критиков положительные, со средней оценкой 6,7/10. Консенсус веб-сайта гласит: «Базз Лайтер соглашается быть довольно обычной историей происхождения, а не стремиться к звёздам, но это великолепное анимационное приключение умело выполняет свою миссию простого веселья». На сайте Metacritic, который использует средневзвешенное значение, присвоил фильму 60 баллов из 100 основываясь на 37-и критике, что указывает на «смешанные или средние отзывы». Это фильм с самым низким рейтингом из франшизы «История игрушек» на Rotten Tomatoes. Аудитория, CinemaScore, поставила фильму среднюю оценку «A-» по шкале от A+ до F, в то время как PostTrak дал фильму общую положительную оценку 85 % (в среднем 4 из 5 звёзд), при этом 62 % заявили, что определённо рекомендуют его.
Четырёхзвездочный обзор Питера Брэдшоу для «The Guardian» гласит: «Эта потрясающая история происхождения героя-космонавта из „Истории игрушек“ забавна, умна и напоминает нам, почему мы любили Pixar в первую очередь.» Дэвид Руни из «The Hollywood Reporter» назвал это «забавным спин-оффом с напряжением и сердцем, увлекательно энергичным мультяшным персонажем в стиле ретро.» Эмма Стефански из «Thrillist» сказала: «В „Баззе Лайтере“ есть чем насладиться, и это одна из лучших работ Pixar за последние 10 лет, но в конечном итоге она кажется наполовину сделанной. Должно быть началом чего-то, как его повествование является прологом, растянутым в особенность, ожидающую гораздо более интересных второй, третьей и пятой частей в будущем.» Валери Комплекс из «Deadline Hollywood» заявила, что «Базз Лайтер» не слишком полагается на знания «Истории игрушек», чтобы построить свой мир, но было бы полезно показать некоторую связь с этой частью франшизы вместо использования титульных карточек". Далее она похвалила технические аспекты и написала: «Анимация великолепна и гиперреалистична. Художественный отдел вложил все свои силы в разработку этой вселенной, её персонажей и роботов-злодеев», но раскритиковала сценарий, заявив, что «иногда история становится запутанной и затягивается, как будто возникла необходимость увеличить время выполнения, из-за чего „Базз Лайттер“ попал в ещё большие проблемы и создал бесконечную череду препятствий.»
Оуэн Гилберман из «Variety» написал: «Базз Лайтер» в своей в высшей степени традиционной и приятной манере — гораздо менее дерзкий фильм, чем этот. Конечно, не в первый раз, близорукая бравада Базза «Я все могу сделать сам» провалилась […] отчасти это может быть связано с тем, что в фильмах «История игрушек» он «является» игрушкой — это часть шутки, в которую Базз никогда не вникает. Он думает, что он настоящий космический рейнджер! Поэтому, когда вы на самом деле превращаете Базза Лайтера в космического рейнджера, вы одновременно увеличиваете и уменьшаете его." Николас Барбер из BBC написал: «История тонкая, повторяющаяся и почти полностью зависит от неуклюжести героев» и дал фильму две звезды из пяти. Дэвид Эрлих из «IndieWire» написал: «„Базз Лайтер“ надёжно застрял в прошлом, даже когда он мчится в будущее. И хотя сценаристам Джейсону Хедли и Ангусу Маклейну нужен этот толчок, чтобы рассказать историю о примирении соблазн ностальгии с потенциалом для чего-то нового, фильму трудно убедить нас в том, что мы живём в тот момент, когда каждая сцена кажется, что она соглашается на меньшее.» Калим Афтаб из «Time Out» назвал фильм «низкой франшизой, мета-побочный продукт Pixar „История игрушек“ теряется в космосе.» Фильм подвергся критике со стороны некоторых американских консерваторов, которые утверждали, что сцена фильма с однополым поцелуем неуместна для детей.